# Poliesportiu Antonio Magariños
El Poliesportiu Antonio Magariños és una instal·lació multi esportiva de Madrid on es disputen partits de bàsquet masculí i femení i també, en el passat, d'handbol. El nom que es va donar al pavelló obeeix a la idea de tributar un homenatge a Antonio Magariños, professor de llatí del Ramiro de Maeztu i, posteriorment, fundador, impulsor i president del Club Baloncesto Estudiantes.

## Història
El pavelló va començar a construir-se en 1966 i, cinc anys després, en 1971, va ser inaugurat com a terreny de joc oficial del Club Baloncesto Estudiants. Amb la construcció d'aquest pavelló en els terrenys del Ramiro, realitzada durant la presidència del ferrolà José Hermida López (1964-71), el conjunt estudiantil va tenir un dels millors escenaris on en aquella època podien disputar-se partits de bàsquet d'alt nivell.
El poliesportiu va ser el camp de joc d'Estudiants des de la temporada 1971/72 a la 1987/88, quan l'equip es va desplaçar a disputar els seus partits oficials al Palau dels Esports de la Comunitat. Durant aquest temps, l' Estu va compartir com a seu el pavelló amb l'equip d'handbol de l'Atlètic de Madrid, conjunt que va seguir diputant les seves trobades en aquest pavelló fins a la temporada 1991/92.
Actualment, el Magariños és la pista oficial dels equips de pedrera del club col·legial, entre els quals destaquen dos sèniors: el de Lliga Femenina i el de lliga EBA. De fet, ja ha viscut l'emoció dels playoffs de la Lliga Femenina i la classificació de l'equip de les dones per la seva primera Copa de la Reina.

## Estructura
La construcció, en el seu estil, era una idea innovadora, amb graderies en tots dos laterals de la pista i amb uns fons en forma de minillotges. L'afició estudiantil, la "Demència", que es trobava encantada amb la possibilitat de gaudir d'un nou camp, es va situar al principi en aquestes mini-llotges, però segons creixia es va anar escampant per les graderies laterals del Magata; ho va fer concretament en una zona de la graderia lateral enfront de la banqueta col·legial, que durant molt de temps va mancar de seients per petició expressa seva, alguna cosa que aprofitaven per a pintar sobre aquesta graderia de ciment les seves pancartes.

## Últimes reformes
En 2008 el pavelló va experimentar la reforma més profunda de tota la seva història: per a ampliar la superfície de parquet per a maximitzar les possibilitats de cara a entrenaments i partits es va haver de derrocar la part baixa de la graderia, que havia romàs invariable des de 1970. Es va instal·lar un nou parquet, una cortina divisòria retirable de la pista, dotze noves cistelles penjades del sostre (que se sumen a les històriques que van haver de jubilar-se en 1998 per exigències de la FIBA), nous marcadors electrònics, nova instal·lació d'aire condicionat, etc.; i tot això se sumava als nous seients de plàstic col·locats en 2005. La reforma es va inaugurar amb la disputa del Torneig Júnior de l'Eurolliga, coincidint amb la Final Four de Madrid al maig de 2008, en la qual va vèncer el FMP Zeleznik serbi.